# Rüdiger Faust
Rüdiger Faust (* 22. Januar 1963 in Dortmund) ist ein deutscher Chemiker (Organische Chemie), Nanowissenschaftler und Professor an der Universität Kassel.

## Wissenschaftlicher Werdegang
Rüdiger Faust studierte Chemie an der Technischen Universität Dortmund, an der er 1989 diplomiert wurde. Die Dissertation fertigte er unter Kurt Peter C. Vollhardt an der University of California at Berkeley, USA. Die Promotion (Doctor of Philosophy in Chemistry, Ph.D.) erfolgte 1993 mit einer Arbeit zur elektronischen Delokalisation in Benzol. In den Jahren 1994 und 1995 arbeitete der als Postdoktorand bei François Diederich an der schweizerischen ETH Zürich. Eine weitere Postdokorandenzeit (1996 – 1998) schloss sich an am Pharmazeutisch-Chemischen Institut der Ruprecht-Karls-Universität Heidelberg. Im Jahr 1998 wurde er als Senior Lecturer an das Department of Chemistry des University College London berufen, von wo aus er 2003 einem Ruf auf die C4-Professur "Chemie mesoskopischer Systeme" an der Universität Kassel folgte.

## Forschung und Lehre
Das Forschungsteam um Rüdiger Faust an der Universität Kassel hat eine physikalisch-organische Ausrichtung und erforscht Möglichkeiten der chemischen Solarenergie-Umwandlung mit Hilfe funktioneller organischer Moleküle. Im Zentrum stehen dabei Phthalocyanine und ihre strukturellen Varianten sowie organische molekulare Drähte, deren photophysikalische Eigenschaften mit Methoden der synthetischen organischen Chemie an die Erfordernisse effizienter Energie- und Elektronentransferprozesse angepasst werden. Daraus entwickelt das Forschungsteam Hybridsysteme mit Anwendungspotentialen unter anderem in den Bereichen Farbstoff-sensibilisierter Solarzellen, photokatalytisch aktiver Baustoffe und Biosensoren.
In der Lehre vertritt Rüdiger Faust das Fach Organische Chemie in seiner gesamten Breite in den Studiengängen des Lehramts sowie in den Studiengängen Nanostrukturwissenschaften (BSc) und Nanoscience (MSc).

## Ämter
- Mitglied im Senat der Universität Kassel (seit 2013)
- Dekan des Fachbereichs Mathematik und Naturwissenschaften der Universität Kassel (2013 – 2019)
- Vice Chair im Chemistry Panel der Marie-Sklodowska-Curie Individual Fellowships der Europäischen Kommission (seit 2015)
- Mitglied in der Präsidialkommission für strategische Personalentwicklung und Organisationskultur der Universität Kassel (2016 – 2019)
- Akademischer Direktor der International Summer University Nanoscience an der Universität Kassel (2013 – 2019)
- Mitglied im Direktorium des Instituts für Chemie, Universität Kassel (seit 2004)
- Mitglied im Direktorium des Nanoforschungszentrums CINSaT an der Universität Kassel (2013 – 2016)
- Mitglied der nationalen Expertenkommission Lebensmittelsicherheit des Bundesinstituts für Risikobewertung (BfR) Berlin (2008 – 2010)
- Chair Scientific Steering Committee des Joint Nanotechnology Centers Kassel – Shanghai, China (2009 – 2013)
- Vorsitzender des Ortsverbands Kassel der Gesellschaft Deutscher Chemiker (2005–2013)

## Gesellschaftliches Engagement
- Vorsitzender des Kirchenvorstands der evangelischen Gemeinde Kassel-Bad Wilhelmshöhe[2] (2007 – 2019)
- Vorsitzender der Kulturplattform St. Martin, Kassel[3] (Mitglied des Vorstands seit 2020)
- Mitglied im Koordinations- und Strategie-Team der Scientists-for-Future, Regionalgruppe Kassel[4] (seit 2019)

## Veröffentlichungen (Auswahl)

### Monographien
- Chemie – einfach alles (Chemical Principles von P. W. Atkins, L. Jones), Deutsche Übersetzung herausgegeben von R. Faust, 2. Aufl., Wiley-VCH, Weinheim 2006. ISBN 3-527-31579-9
- Chemie-Rekorde – Menschen, Märkte, Moleküle. R. Faust, G. Knaus, U. Siemeling, A. Maelicke, H.-J. Quadbeck-Seeger (Hrsg.), Wiley-VCH, Weinheim, 2. erw. Auflage 1999. ISBN 3-527-29870-3.
- World Records in Chemistry. R. Faust, G. Knaus, U. Siemeling, H.-J. Quadbeck-Seeger (Hrsg.), Wiley-VCH, New York, 1999.  ISBN 3-527-29574-7

### Fachzeitschriften
- A Fourfold Benzodehydroannuleno-Fused Porphyrazine, F. Körte, C. Bruhn, R. Faust, Synlett, 2015, 1620–1624.
- Microwave-Assisted Dibromoolefination of Aromatic and Heteroaromatic Aldehydes and Ketones, D. Nauroozi, C. Bruhn, S. Fürmeier, J.-U. Holzhauer, R. Faust, J. Heterocyclic Chem., 2016, 53, 615 – 619.
- Deep-cavity subporphyrazines with extended π-perimeters, R. Münnich, P. Löser, A. Winzenburg, R. Faust, J. Porphyrins Phthalocyanines, 2016, 20, 1277 – 1283 (DOI:10.1142/S1088424616501078).
- Cross-Conjugated π-Scaffolding with Pendant N-Heterocyclic Metal Binding-Sites, D. Nauroozi, C. Bruhn, R. Faust, Eur. J. Org. Chem., 2017, 3101 – 3106.
- n- Versus p-doping of graphite: what drives ist wet-chemical exfoliation?, B. Wang,  V. Engelhardt, A. Roth,  R. Faust, D. M. Guldi, Nanoscale 2017, 9, 11632 – 11639.
- Diethynyldiazafluoren-9-ylidene as a π Cross-Conjugated Platform for Redox Active Transition Metal Fragments, D. Nauroozi, C. Bruhn, R. Faust, Organometallics 2019, 38, 2553 – 2557.